# 157 (numero)
Centocinquantasette (157)  è il numero naturale dopo il 156 e prima del 158.

## Proprietà matematiche
- È un numero dispari.
- È un numero difettivo.
- È un numero primo.
- È un numero nontotiente.
- È parte delle terne pitagoriche (85, 132, 157), (157, 12324, 12325).
- È un numero palindromo nel sistema posizionale a base 7 (313) e in quello a base 12 (111). In quest'ultima base è anche un numero a cifra ripetuta.
- È un numero omirp.
- È un numero congruente.

## Astronomia
- 157P/Tritton è una cometa periodica del sistema solare.
- 157 Dejanira è un asteroide della fascia principale del sistema solare.

## Astronautica
- Cosmos 157 è un satellite artificiale russo.